# 江戸特捜指令
『江戸特捜指令』（えどとくそうしれい）とは、1976年10月2日から1977年3月26日まで、毎日放送と三船プロダクションの制作により、TBS系列で毎週土曜日 22:00 - 22:55（日本標準時）に放送された時代劇。全26話。

## 内容
将軍直属の秘密捜査官「隠し目付」が探索の末、リーダーの作った台本に従った芝居で悪事の証拠を掴み、悪人たちを斬り捨てる。
リーダーの作った台本に従った芝居（劇中では「一幕芝居」と呼称）は、町人らからエキストラを集め、建物を改造するなど大掛かりなもので、この一幕芝居で悪人たちを騙すことが本作の特徴である。

## 登場人物
幻々舎一斎：中村敦夫
隠し目付のリーダー。普段は周囲から「先生」と呼ばれている芝居の脚本家。
五人を集合させる際に夢介の自宅にある太鼓を激しく叩く。近所の住人は芝居の脚本が書けないための気晴らしと思っている。
隠し目付の中で最も変装を用いる頻度が高い。
立ち回りでの装束の色は黒。武器は大刀。
松五郎：竜雷太（第1 - 12、15 - 23、25、26話）
隠し目付。普段は大工をしている。
立ち回りでの装束の色は茶色。大刀を腰に差しているが怪力の持ち主であり、大立ち回りでは唯一、素手で戦う。
辰：原田大二郎（第1 - 9、12 - 24、26話）
隠し目付。普段は遊び人。花札を手裏剣代わりに投げる。天涯孤独の身の上で、幼少期は角兵衛獅子をしていた。
立ち回りでの装束の色は青。大刀を使うが斬る動きが一斎とは異なる。
小雪：五十嵐淳子（第1 - 8、10、12 - 18、20、21、23 - 26話）
隠し目付。普段は芸者。医者でもあり、火薬の調合も行う。
立ち回りでの装束の色は紫。匕首を逆手で使用する。
お町：秋野暢子（第1 - 6、8 - 16、18、19、21 - 26話）
隠し目付。普段は飛脚。忍者の家系で「小猿」と呼ばれ、男の様に育てられた（第12話）。
立ち回りでの装束の色は赤。青い柄の大刀と鞘を使用し、身体能力の高さから繰り出されるアクロバティックなアクションが特徴。
夢介：山城新伍（第1 - 5、7 - 17、20 - 22、24 - 26話）
隠し目付。普段は関西弁を話す時計職人。からくり人形の菊千代を大事に管理している。自宅には隠し部屋があり、隠し目付たちの隠れ家となっている。
女好きで小雪に言い寄るがその度に上手く あしらわれ「あんた、本当に女なん？」と小雪に言うのが口癖となっている。
立ち回りでの装束の色は緑色系。メンバー唯一の槍使いである。大刀と脇差しも装備しており、槍と大刀を交互に使用したり（第4、8、12話）、大刀と脇差しの二刀流を一瞬だけ披露したことがある（第10話）。
おえん：エバ・マリア・バスケス
隠し目付ではない。本作のコメディリリーフ。一斎に言い寄る役者志願の町娘で日本人とアメリカ人のハーフである。
一人称は「アタイ」。一斎からは「また来やがった」と言われる。

## ゲスト
| 話数 | サブタイトル                       | ゲスト（カッコ内は役名）                                                                                             |
| ---- | ---------------------------------- | --- |
| 1    | 忽然! 荒野に大名屋敷               | ハナ肇（河内山宗春）、田中浩、石山雄大、 小鹿番、榎木兵衛、小池朝雄                                                  |
| 2    | 百面相、処刑台の顔                 | 長谷川明男（五助）、珠めぐみ、亀石征一郎、 戸浦六宏                                                                  |
| 3    | 変幻自在! 動くサイコロ             | 安田道代（お京）三角八朗(佐吉)、鈴木政晴、 小田部通麿(相模屋)、梅津栄、中田博久、 今井健二(雲居)                     |
| 4    | 衆人環境! すりかわった殿様         | 佐々木愛（おりん）、原良子（お万）、 川合伸旺(安藤)、三戸部スエ(旅籠の女中)、 岡崎二朗(有馬)、佐原健二(真田信濃守)   |
| 5    | 大爆破! お白州を走る火             | 高橋長英（清吉）、北川美佳（ちず）、 稲葉義男（渡海屋）                                                              |
| 6    | 慄然! 村が全滅                     | 小松方正（鬼堂）、真屋順子（加代）                                                                                   |
| 7    | 異国襲来! 江戸最後の日             | 潮万太郎（南蛮屋）                                                                                                   |
| 8    | 轟く死の音! 恐怖のエレベーター     | 風吹ジュン、山本麟一、倉島襄                                                                                         |
| 9    | 突如消滅! 30人の大行列             | 伊藤雄之助（伯翁）、丹波義隆（文吾）                                                                                 |
| 10   | 奇怪! 船が空を飛んだ               | ガッツ石松（石松）                                                                                                   |
| 11   | 呆然! 自分の死体を見た男           | 常田富士男（邦範）、北林早苗（お蘭）、牧れい                                                                         |
| 12   | 大逆転! 金塊に手を出すな!          | 和田浩治（信明）、萩原奈穂美、清水京子、 団巌（常三）                                                                |
| 13   | キック! 金髪人形をすりかえろ       | 富山勝治（弥太）、神田隆                                                                                             |
| 14   | 爆笑! 欲が裏目の玉手箱             | 内田朝雄、井上昭文、酒井修、佐原健二、 武智豊子、中庸助、森章二、上原ゆかり                                          |
| 15   | 大魔術! 火事で火が消えた           | 引田天功（天明）、殿山泰司（白炎）、 江崎由梨（お京）、朝風まり（天明の助手）                                        |
| 16   | 絶体絶命! 恐怖の毒蛇地獄           | 多々良純（道円）、花岡菊子                                                                                           |
| 17   | くの一! 花嫁に何が起ったか         | 横光克彦（清太郎）、鈴木瑞穂（村上）、 麻田ルミ（しの）、赤城マリ子（かがり）、 天津敏、金子久美子、ビクトリア富士美 |
| 18   | 一網打尽! 情炎のクルス             | 高田美和（多希）、宮廻夏穂、菅貫太郎                                                                                 |
| 19   | 妖鬼! 幽霊男の能面が笑った         | 見明凡太朗（徳兵衛）、鮎川いずみ（加代）、 二宮さよ子                                                                |
| 20   | 忍者暗躍! 雪中の爆薬輸送作戦       | 浜田寅彦（華山）、牧れい（お高）、睦五郎、 北原義郎                                                                  |
| 21   | 大波乱! 太鼓が呼んだ黒い雲         | 潮万太郎（富春）、砂塚秀夫（太助）、瞳順子                                                                           |
| 22   | 唐拳! 危うし遊び人奉行             | 栗塚旭（筒井政憲）、石橋雅史（李）、近藤宏、 阿藤海（才次）、伊達三郎                                                |
| 23   | 大胆不敵! 美女軍団盗みのテクニック | 本阿弥周子（桂春院）、志摩みずえ（お仲）、 田中明夫                                                                  |
| 24   | 群狼! 無垢の肌に牡丹とドクロ       | 大関優子（おまき）、弓恵子（春駒）、梅津栄、 高田直久（清吉）、大村尚武                                              |
| 25   | 不正入試! かみつけピラニア         | 川谷拓三（金八）、有吉ひとみ（加代）                                                                                 |
| 26   | 大どんでん! 隠し目付最後の戦い     | せんだみつお（一平）、御木本伸介、菅貫太郎、 山本麟一                                                                |

## スタッフ
- プロデューサー：青木民男（毎日放送）、伊藤満、内藤三郎（三船プロダクション）
- 脚本：放映リスト参照
- 脚本協力：ジャック・プロダクション
- 監督：放映リスト参照
- 音楽：菊池俊輔
- 撮影：山田一夫、有吉英敏
- 太鼓指導：榎木兵衛
- 語り：山内雅人
- 制作：毎日放送、三船プロダクション

## 主題歌
ED曲　「明日への旅人」、歌：清水京子（キングレコード）、作詞：山川啓介、作・編曲：菊池俊輔

## 放映リスト
| 話数 | 放送日          | サブタイトル                       | 脚本              | 監督       |
| ---- | --------------- | ---------------------------------- | ----------------- | ---------- |
| 1    | 1976年 10月02日 | 忽然! 荒野に大名屋敷               | 小川英 杉村のぼる | 野田幸男   |
| 2    | 10月09日        | 百面相、処刑台の顔                 | 小川英 杉村のぼる | 長谷和夫   |
| 3    | 10月16日        | 変幻自在! 動くサイコロ             | 小川英 茶木克彰   | 池広一夫   |
| 4    | 10月23日        | 衆人環境! すりかわった殿様         | 小川英 坪島孝     | 長谷和夫   |
| 5    | 10月30日        | 大爆破! お白州を走る火             | 小川英 山崎巌     | 長谷和夫   |
| 6    | 11月06日        | 慄然! 村が全滅                     | 小川英 鴨井達比古 | 宮越澄     |
| 7    | 11月13日        | 異国襲来! 江戸最後の日             |                   | 坪島孝     |
| 8    | 11月20日        | 轟く死の音! 恐怖のエレベーター     | 小川英 杉村のぼる | 長谷部安春 |
| 9    | 11月27日        | 突如消滅! 30人の大行列             |                   | 小西通雄   |
| 10   | 12月04日        | 奇怪! 船が空を飛んだ               |                   | 池広一夫   |
| 11   | 12月11日        | 呆然! 自分の死体を見た男           |                   | 池広一夫   |
| 12   | 12月18日        | 大逆転! 金塊に手を出すな!          |                   | 長谷和夫   |
| 13   | 12月25日        | キック! 金髪人形をすりかえろ       |                   | 野田幸男   |
| 14   | 1977年 01月01日 | 爆笑! 欲が裏目の玉手箱             |                   | 池広一夫   |
| 15   | 01月08日        | 大魔術! 火事で火が消えた           |                   | 宮越澄     |
| 16   | 01月15日        | 絶体絶命! 恐怖の毒蛇地獄           |                   | 長谷和夫   |
| 17   | 01月22日        | くの一! 花嫁に何が起ったか         | 小川英 久保田圭司 | 高橋勝     |
| 18   | 01月29日        | 一網打尽! 情炎のクルス             |                   | 小西通雄   |
| 19   | 02月05日        | 妖鬼! 幽霊男の能面が笑った         |                   | 池広一夫   |
| 20   | 02月12日        | 忍者暗躍! 雪中の爆薬輸送作戦       | 小川英 四十物光男 | 長谷部安春 |
| 21   | 02月19日        | 大波乱! 太鼓が呼んだ黒い雲         |                   | 池広一夫   |
| 22   | 02月26日        | 唐拳! 危うし遊び人奉行             | 小川英 中野顕彰   | 長谷部安春 |
| 23   | 03月05日        | 大胆不敵! 美女軍団盗みのテクニック | 小川英 杉村のぼる | 高橋勝     |
| 24   | 03月12日        | 群狼! 無垢の肌に牡丹とドクロ       | 小川英 山崎巌     | 池広一夫   |
| 25   | 03月19日        | 不正入試! かみつけピラニア         | 小川英 山本英明   | 宮越澄     |
| 26   | 03月26日        | 大どんでん! 隠し目付最後の戦い     | 小川英 四十物光男 | 長谷和夫   |

## 前後番組
| TBS系 土曜22時台（当時は毎日放送の制作枠。一部 系列局を除く） | TBS系 土曜22時台（当時は毎日放送の制作枠。一部 系列局を除く） | TBS系 土曜22時台（当時は毎日放送の制作枠。一部 系列局を除く） |
| 前番組                                                        | 番組名                                                        | 次番組                                                        |
| ------------------------------------------------------------- | ------------------------------------------------------------- | ------------------------------------------------------------- |
| 隠し目付参上                                                  | 江戸特捜指令                                                  | 横溝正史シリーズ                                              |